# Бретонцы

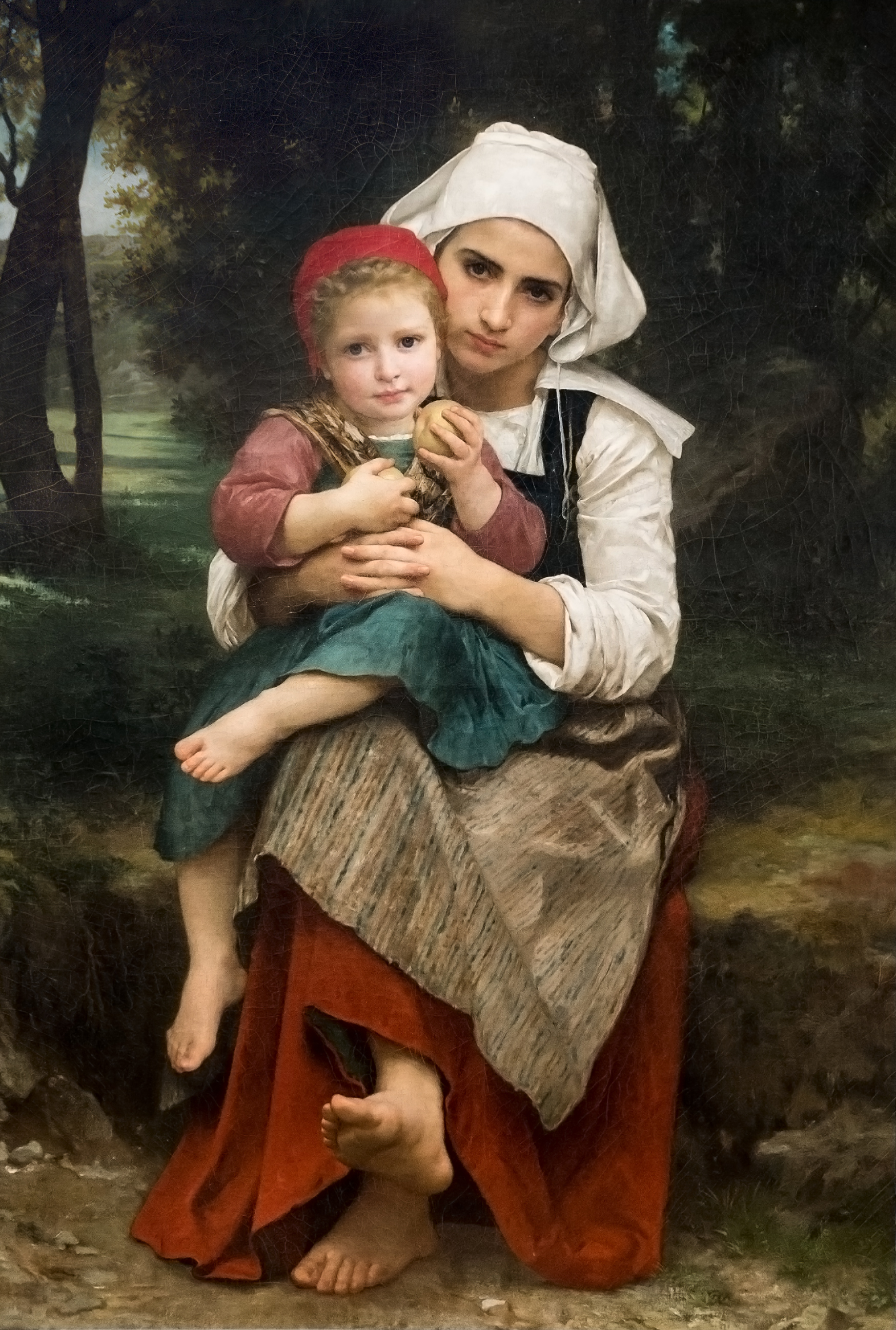
Вильям Адольф Бугро. Бретонка с маленьким братом. 1871

Брето́нцы (фр. bretons, брет. Brezhoned) — кельтский народ, коренное население области Бретань на северо-западе Франции (ранее — независимое герцогство). Живут также в окрестностях Парижа и долине Луары, а также в Канаде, США и других странах.
Численность — примерно 2,2 млн по оценке 2014 года. Основные языки — французский, галло (диалект французского языка, Восточная Бретань) и бретонский (Западная Бретань). Вероисповедание — в основном католическое.

## История

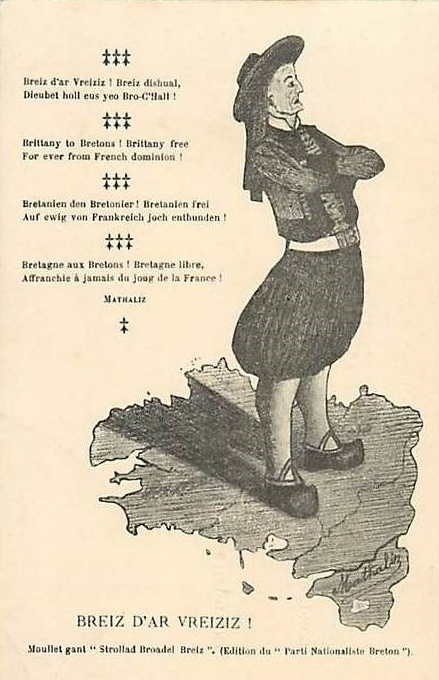
Плакат 1912 года, агитирующий за «свободу для Бретани»

Важная часть культуры бретонцев связана с их кельтским происхождением: начиная с IV века в Бретань переселялись кельты из Британии (в основном, с юго-запада нынешней Англии и с юга Уэльса), вытесняемые англосаксами. Ещё в IX веке бретонцы занимали весь полуостров от устья Луары на юге до бухты Мон-Сен-Мишель на севере.
Благодаря христианизации с IV века в Бретани появилось много монастырей, там было большое количество местных святых. В Средние века на территории Бретани было несколько королевств, а затем возникло герцогство Бретань, которое в 1532 году вошло в состав Французского королевства. После этого начались процессы ассимиляции бретонцев французами и распространения среди них французского языка. Клановая структура бретонского общества сохранялась до позднего Средневековья, а пережитки древних языческих культов (поклонение камням-мегалитам, деревьям, источникам и т. п.) существовали до середины XIX века.
После Великой французской революции Бретань была центром контрреволюционного движения шуанов, она считалась оплотом традиционализма и консерватизма.
С 1830-х годов среди интеллигенции появился интерес к бретонским традициям, песням, легендам, местным поверьям и бретонскому языку. В конце XIX века возникло бретонское национальное движение «Эмсао». При этом с 1880-х годов преподавание на бретонском языке запрещалось. В первые десятилетия XX века произошла радикализация бретонского национализма, в 1931 году возникала Бретонская национальная партия. Во время Второй мировой войны некоторые деятели бретонского национального движения сотрудничали с немецкими оккупантами и режимом Виши.
В 1963 году был создан Фронт освобождения Бретани, начавший борьбу за независимость Бретани. В 1964 году была создана политическая партия «Демократический Бретонский Союз», выступающая за автономию Бретани. В 1971 году появилась подпольная «Бретонская революционная армия». Тем не менее радикальные националистические движения не получили большой поддержки, произошёл переход деятельности многих национальных активистов в культурную сферу, в особенности музыкальную. В большом количестве появились багады — национальные музыкальные ансамбли. В настоящее время бретонскую музыку исполняет множество групп. Началось радио- и телевещание на бретонском языке.

## Язык
Бретонский язык (самоназвания: Brezhoneg, Brezoneg) — кельтский язык индоевропейской языковой семьи; родственен валлийскому и корнскому языкам.
В ходе истории бретонский язык испытал на себе сильное влияние французского, но сегодня многие бретонцы в Бретани — около 206 000 человек — всё ещё используют его во многих областях жизни.

## Вероисповедание
Бретонцы исповедуют католицизм, ещё в середине XX века религия играла для них огромную роль: некоторая часть ещё тогда совершала паломничества к часовням святых покровителей и, особенно, к святой покровительнице Бретани — Святой Анне.
Очень популярным в Бретани религиозным празднеством являются так называемые отпущения (фр. pardons), посвящённые в честь местных святых и совершаемые с мая по октябрь. Этот праздник представляет собой шествие с хоругвями, приношение даров, церковную службу и следующие за этим гулянья с песнями и плясками (в XX столетии к ним также добавились конные состязания, велокроссы и лотереи). Впрочем, в XX веке отпущения отмечали не так пышно и многолюдно, как ранее.
Впрочем, именно в Бретани дольше всех во Франции сохранялись дохристианские верования. Присутствовал культ огня, поклонялись камням, святым источникам. К ним, равно как и к менгирам — характерным для Бретани мегалитическим сооружениям (и которым приписывались чудодейственные свойства) совершались паломничества вплоть до середины XIX века.

## Традиционное хозяйство
Традиционно бретонцы занимаются земледелием и рыболовством. В старину рыбаки севера Бретани промышляли добычей трески в дальних водах у берегов Исландии и Новой Земли. Однако к XX веку рыбная ловля практиковалась прежде всего непосредственно рядом с Бретанью, лишь из Сен-Мало отправлялись на 10-12-дневный промысел в дальние воды, для этого использовались хорошо оснащённые рыболовецкие суда. Центры по переработке рыбы, равно как и основные рыболовецкие порты находятся на юге Бретани. Традиционно бретонские рыбаки добывают тунца, макрель, сардин и лангуста; с ловлей этих рыб связаны веками сложившиеся традиции и обычаи. В частности, традиционно рыба сбывается на своего рода аукционах, на которых товар приобретается торговцами или их посредниками. Лишь некоторые продают рыбу непосредственно покупателям. Кроме того, важную роль играет сезонный характер рыбного лова, которому подчинялся жизненный уклад бретонских рыбаков. Кроме того, бретонцы занимаются выращиванием устриц, роль которого существенно возросла после Второй Мировой войны: на смену традиционному полукустарному устричному промыслу пришли крупные фермерские хозяйства. Также немаловажное значение имеет сбор водорослей, используемых как материал для удобрений.

## Культура

### Народные промыслы
Среди народных промыслов у бретонцев наиболее развиты резьба по дереву (см. ниже) и кружевоплетение.

### Музыка

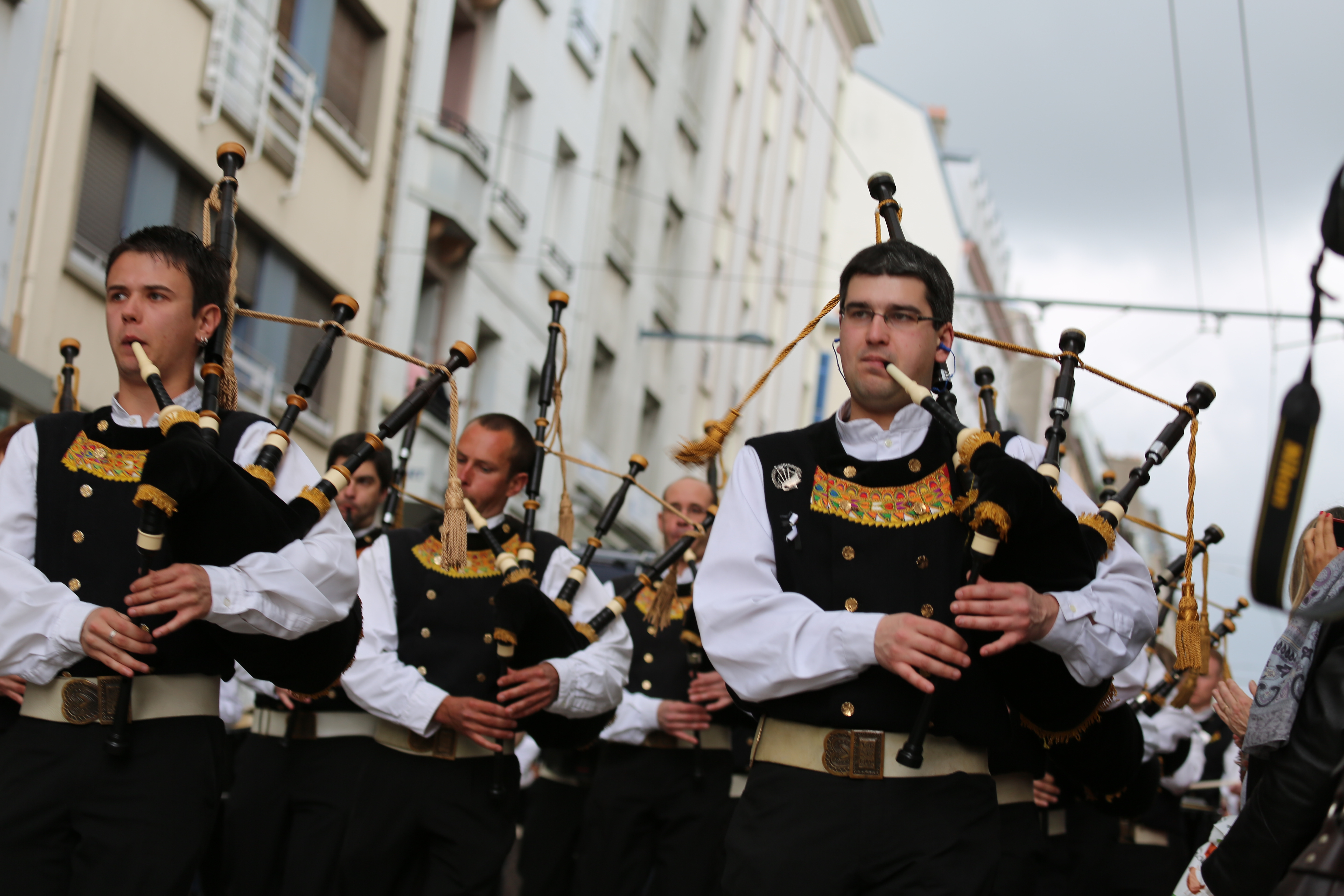
Багад из города Кемпер

Одним из старейших и древнейших инструментов бретонцев является арфа (теленн), известная с древнейших времён и у других кельтских народов. Арфа была инструментом бардов. В Средневековье бретонские арфисты выступали при дворе французских королей, хотя они могли выступать и за рубежом: так, английский король Ричард Львиное Сердце на свою коронацию в 1189 году пригласил арфистов из Бретани. В позднем Средневековье арфа у бретонцев вышла из употребления, но в начале XX века, под влиянием ирландцев, традиция игры на арфе была возрождена.
Другими музыкальными инструментами является волынка биню-коз (брет. biniou, biniou-kozh) и аккомпанирующая ей жалейка-бомбарда, когда волынки играют бурдон, а бомбарды — мелодию. Такая техника называется «кан-а-дискан» (фр. kan ha diskan).
Среди песен известны одноголосые исторические баллады и плясовые.

### Традиционные поселения
Поселения бретонцев — разбросанной планировки — включают в себя несколько усадеб-ферм (реже — несколько десятков). Они располагаются на большом расстоянии друг от друга. Городское население проживает в основном в морских портах (два из которых (за вычетом Нанта, принадлежащего к Бретани как к исторической области, но не входящего административно в современный регион), Ренн и Брест, являются крупнейшими городами Бретани) и небольших городках (фр. bourg). Последние нередко состоят из одной улицы, застроенной двух- и трёхэтажными домами вдоль магистральной дороги. Неотъемлемую часть бретонских поселений составляют религиозные сооружения — помимо церквей, это часовни в честь местных святых, гранитные поклонные кресты на перекрёстках дорог и иногда во дворах ферм, а в западной Бретани — также кальверы — кресты или статуи святых на гранитном постаменте, поставленные в память святого покровителя той или иной местности или по случаю бедствия. Датируются кальверы XVI—XVII вв.

### Архитектура

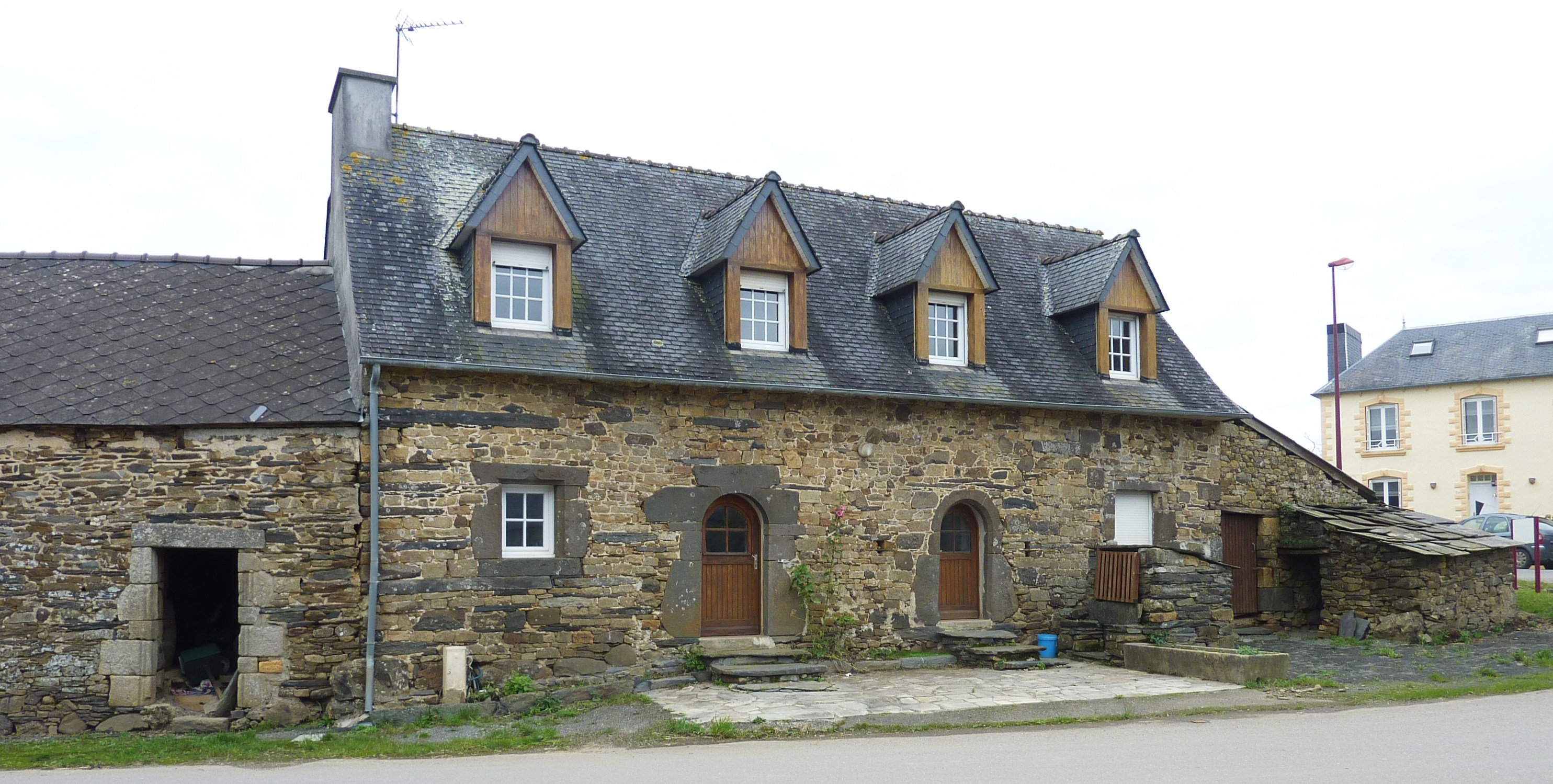
Традиционное бретонское жилище в Анвеке

Преобладающим строительным материалом у бретонцев служил гранит. Во многих городах Бретани сохранились фахверковые постройки — наиболее распространённый тип городских зданий в Средние Века.
Традиционное жилище бретонцев близко к жилищу других кельтских народов и относится к северофранцузскому типу дома. Оно является наиболее архаичным вариантом этого типа. В простейшем варианте оно представляет собой низкое строение прямоугольной формы с двумя дымоходами по обоим концам крыши, служащими продолжением фронтонной стены. Стены возводятся из крупных гранитных блоков, щели между которыми заполняются мелким известняком. В некоторых областях Бретани угловые камни скрепляют цементом, им придают форму выступающих закраин. Стены белятся, гранит выступает в перекладинах окон и пролётах.
Однокамерные постройки без хозяйственных помещений встречались в Бретани ещё в середине XX века — главным образом, у рыбаков на побережье. Прибрежные дома хорошо приспособлены к бретонскому климату: его западная и северная стороны, выходящие к морю и принимающие на себя приморский ветер, не имеют окон и дверей. Вход в однокамерный дом, прикрывающийся дверью, располагается у широкой стороны дома. Со фронтонной стороны располагается камин.
Жилище внутренней части Бретани выше, чем на побережье; оно является многокамерным: под одной крышей (ранее крывшейся соломой, а с XX века — шифером) располагаются жилая комната и стойла для скота с конюшней. Появление многокамерных домов связано с усовершенствованием однокамерного жилища, в котором жили и хозяева, и скот: сначала помещение для скота стало огораживаться перегородкой, иногда не доходящей до потолка (ещё в начале XX века в таких домах жили беднейшие крестьяне), а впоследствии — капитальной стеной, тогда же хлев получил отдельный вход. На разделении жилой части и стойл развитие традиционного бретонского жилища не закончилось: первоначально однокамерное помещение разделялось на кухню и спальню/парадную комнату с помощью перегородок. Крыша — крутая, под ней располагается чердак, зачастую используемый в качестве амбара, на который ведёт внешняя каменная лестница, расположенная у фронтонной стороны дома. В отличие от стойл и конюшен, такие хозяйственные помещения, как свинарник, амбар и сарай, являются пристройками к дому или отдельными постройками, располагающимися во дворе.
Камин во верхнебретонских домах расположен перпендикулярно окну.
Пол изначально был земляной; в бретонской глубинке дома с земляными полами попадались ещё в середине XX века.
Современные бретонские дома, как правило, двухэтажные (в том числе старые дома с чердаком, переоборудованным под спальни-мансарды). В современных домах между кухней и жилой комнатой нередко присутствует коридор, из которого налево и направо идут входы в кухню и парадную комнату. Часть коридора используется в качестве чулана, в его глубине находится лестница, ведущая на чердак.

### Мебель

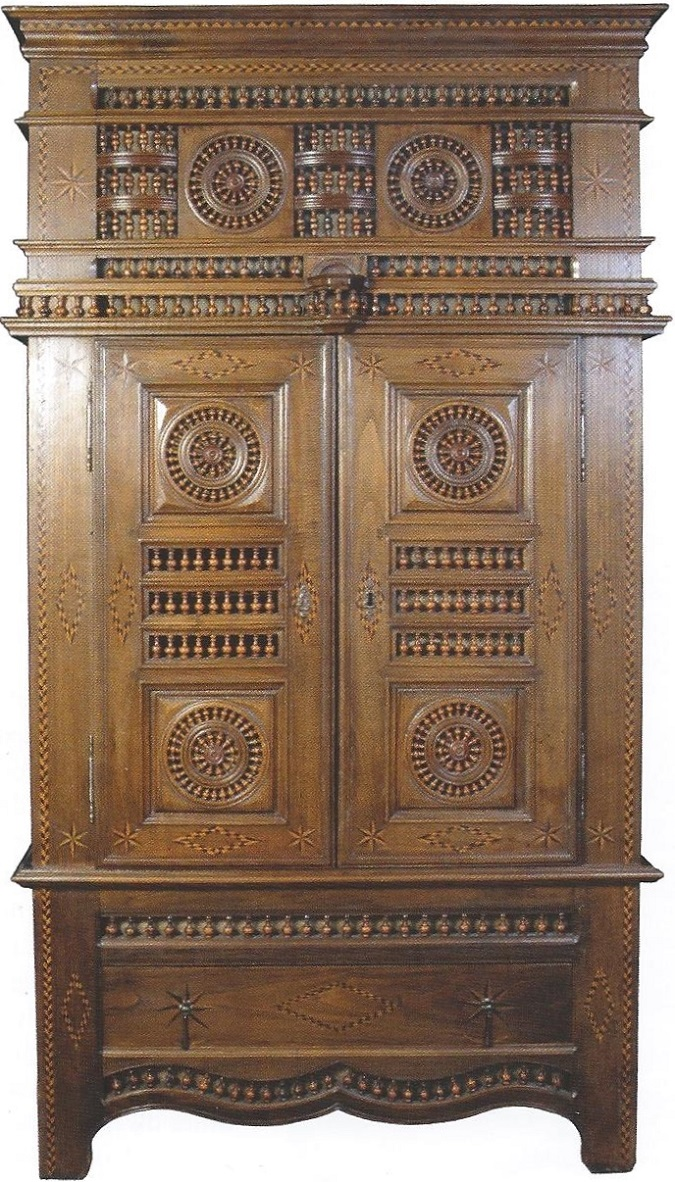
Шкаф, 1924 г., из собрания музея краеведения в Ренне

Традиционная бретонская мебель, равно как и мебель многих других регионов Франции, отличается увесистостью и архаичностью, стилистически восходящая ко Средневековью (исключением стала Верхняя Бретань, куда проникло влияние городской мебели). Так, столы, по сути, представляли собой ларь, высоко поднятый на ножках, его толстая крышка выдвигалась, и в ларь складывалось продовольствие. Иногда в крышке могли быть небольшие углубления, служившие в качестве тарелок. К столу приставлялись скамьи со спинками на четырёх или шести ножках, как и со спинками, так и без (подобная ситуация также была и в Эльзасе).
Одним из самых узнаваемых составляющих бретонского традиционного жилища является кровать-шкаф (фр. lit clos), представлявшая собой конструкцию в виде ящика из деревянных досок с лежанкой и открытым с одной стороны, закрывавшейся на занавески и дверца. Они располагались сначала в общей комнате, а затем — в спальне, в одном из углов комнаты слева или справа от камина или вдоль стены напротив фасадной. Кровати обильно украшались резьбой (преобладали растительные и религиозные мотивы) и росписью; также резьба использовалась и при орнаментации других предметов мебели. Ложе кроватей-шкафов располагалось довольно высоко, из-за чего — для того, чтобы было удобно взбираться — под ними располагались сундуки. Зачастую с кроватями расставляли и другие предметы мебели — шкафы, часы, образуя таким образом непрерывный ряд мебели. Существовали и двухэтажные кровати-шкафы, на нижнем ярусе которых спали старики, а на верхнем — молодёжь. В начале-середине XX века кровати-шкафы исчезли, будучи вытесненными менее громоздкими деревянными кроватями городского типа.

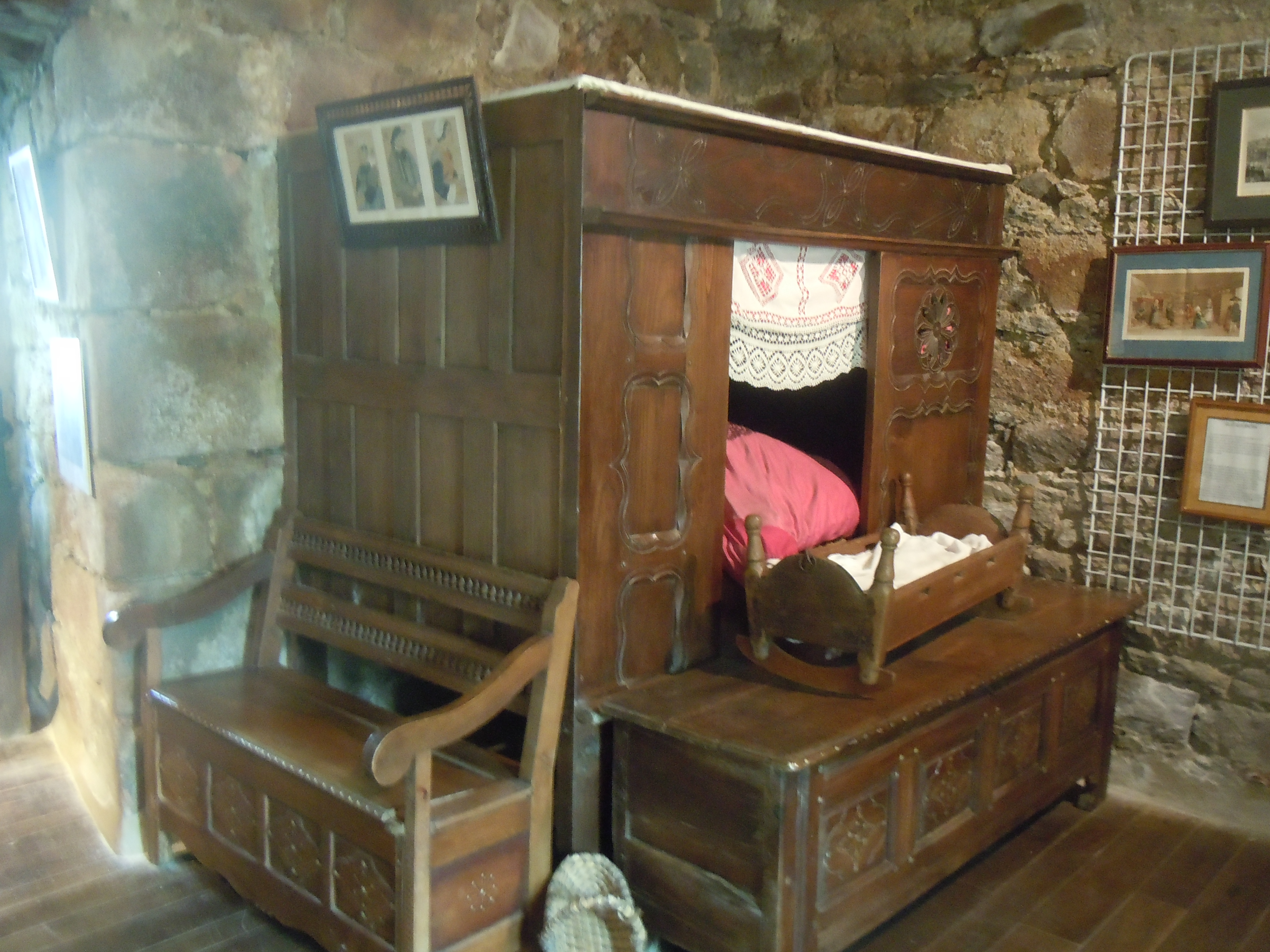
Традиционная бретонская мебель из собрания музея в Морбиане: кровать шкаф, колыбель, сундук, ларь-скамья

Другим известным предметом бретонской мебели является ларь-скамья, который также мог располагаться перед кроватью, чтобы было удобно забираться. Сидением служила крышка ларя, также он мог обладать небольшими крышками с передней стороны, по бокам могли присутствовать подлокотники в виде ящичков с крышкой, там хранились табак и свечи. В ларях-скамьях хранилось бельё. Помимо Бретани, лари-скамьи были характерны для Оверни и Эльзаса (а также для Италии эпохи Ренессанса, где этот предмет мебели носил название кассапанка).
Стулья, как и по всей Франции, появились на селе в начале XIX века. Кроме того, сравнительно поздно, в сельском быту закрепились буфеты и шкафы для посуды.
Мебель изготавливали из дуба, орешника, каштана и фруктовых деревьев. Геометрический орнамент бретонской резьбы состоит из розеток, спиралей и завитков. Для неё характерно использование балюстрад, исполненных из небольших балясин, использовавшиеся в оформлении декоративных полок, наверший, зачастую они украшали выпуклые или вогнутые элементы, таким образом, расходясь от центра наподобие лучей. Помимо геометрических и растительных узоров, в бретонской резьбе используются и сюжетные композиции. В поздних образцах бретонской резьбы аллегорические сюжеты уступили место изображениям быта простого народа: крестьян, рыбаков, мореходов (в частности, стали популярными изображения сельскохозяйственных работ и праздников). 
Важным центром производства мебели в Бретани был Кемпер, находящийся в Верхней Бретани, мебель которой отличалась своим превосходным качеством. В конце XIX столетия традиционная бретонская мебель обрела особую популярность во всей Франции благодаря своим функциональности и удобству. Аутентичная традиционная мебель изготавливалась ещё в середине XX века.

### Народный костюм

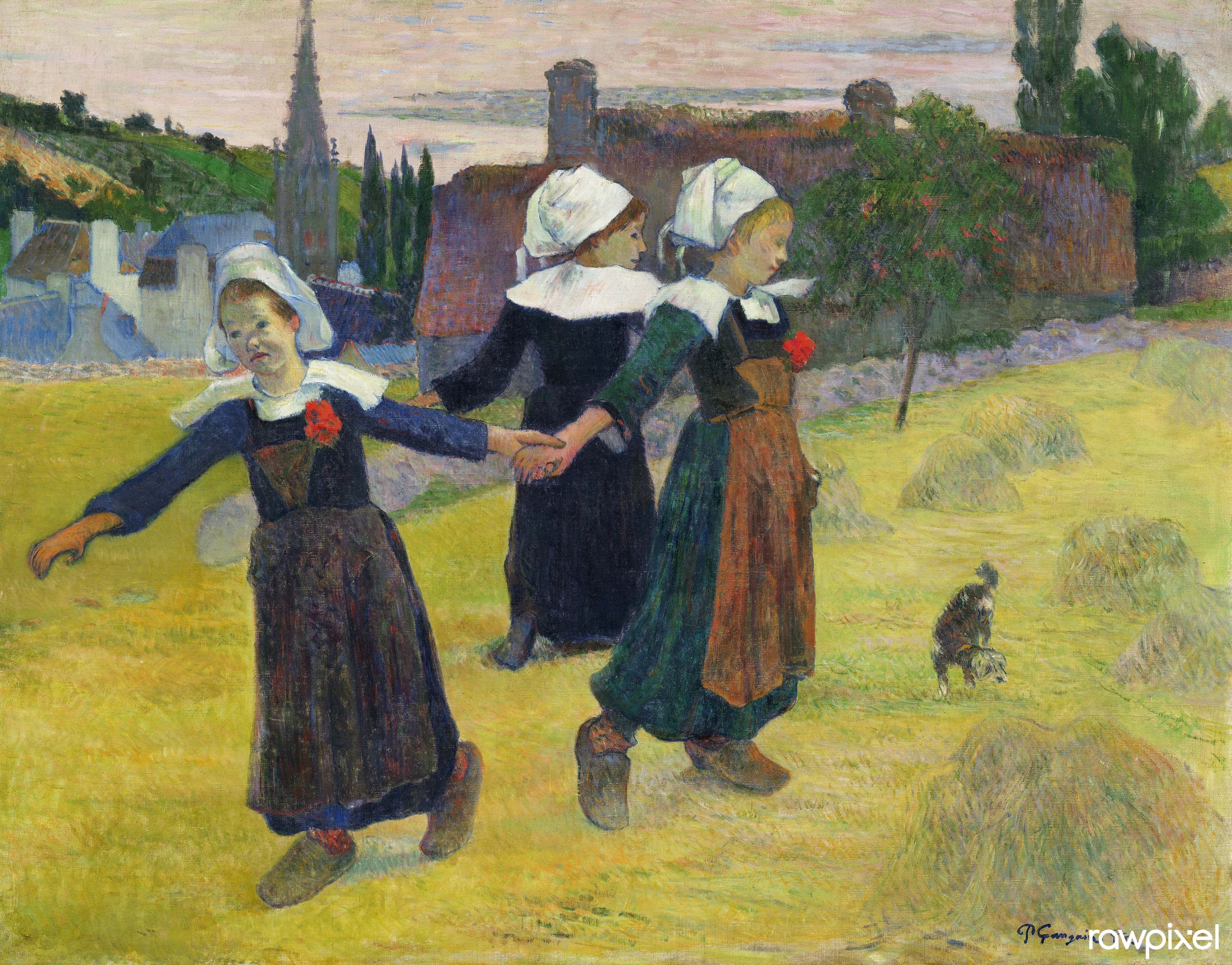
«Танцующие бретонки», Поль Гоген, 1888 год. Изображён народный костюм Понт-Авена

Народный костюм бретонцев отличается своей самобытностью и выделяется среди других регионов Франции. Ему свойственно преобладание тёмных цветов — чёрного, коричневого, серого, что вкупе с белыми женскими головными уборами придаёт неброскую красоту. В то же время бретонские народные костюмы значительно отличаются в зависимости от места проживания — региональные различия стали явственными после Великой французской революции. На востоке Бретани костюм был больше подвержен общефранцузскому и городскому влиянию, в то время как на западе он сохранял архаичные черты.
Мужчины-бретонцы носили рубаху, штаны, опоясывавшиеся суконным или кожаным поясом, двубортный жилет, прямую куртку, которую нельзя было застегнуть, а на голове — широкополую шляпу, которая могла украшаться спадавшими сзади ленточками. На востоке Бретани мужчины носили узкие и длинные штаны, а на западе до начала XX века — брагу-бра (брет. bragou-braz) — широкие и короткие, до колен штаны, с собиравшимися у пояса складкам и затем свободно распускавшимися, либо со складками гармоникой, собранными на поясе и закрепленными выше колена, где их стягивали шнуром с помпонами. С брагу-бра носили гетры из той же ткани. На юге Бретани костюм отличался от других областей, здесь носили льняные или полотняные куртки особого покроя, с басками и складками. На юго-западе Бретани такие куртки носились до 1930-х годов. Согласно одному из предположений, тельняшка как предмет одежды появился среди бретонских рыбаков.
Женский костюм отличается ещё большим многообразием, чем мужской: этнографы выделяют 66 региональных вариантов. Самым большим разнообразием обладают костюмы западной Бретани, где область распространения какого-нибудь варианта совпадает с границами исторической области или границами распространения определённых диалектных различий. В целом, народный женский костюм состоит из кофты, юбки, корсажа, передника с нагрудником, и кружевного воротника. Пожилые бретонки и в середине XX века (если не сейчас) носили одежду преимущественно чёрного цвета: чёрные юбки, чёрные туфли, чёрные чулки, вязаные кофты и шали чёрного же цвета. Женскими головными уборами являются кружевные чепцы разных форм. Самым известным является высокий бигуден из одноимённой области. Многие из чепцов некоторые пожилые бретонки повседневно носят и по сей день, хотя их количество резко уменьшилось по сравнению с XX веком.
Обувью служили сабо — деревянные башмаки, во многих деревнях их носили ещё в середине XX века.
Народный костюм сохранялся до начала-середины XX века. Сейчас народный костюм надевается по праздникам, на многих из них проводятся конкурсы на лучший народный костюм.

Региональные варианты бретонского костюма
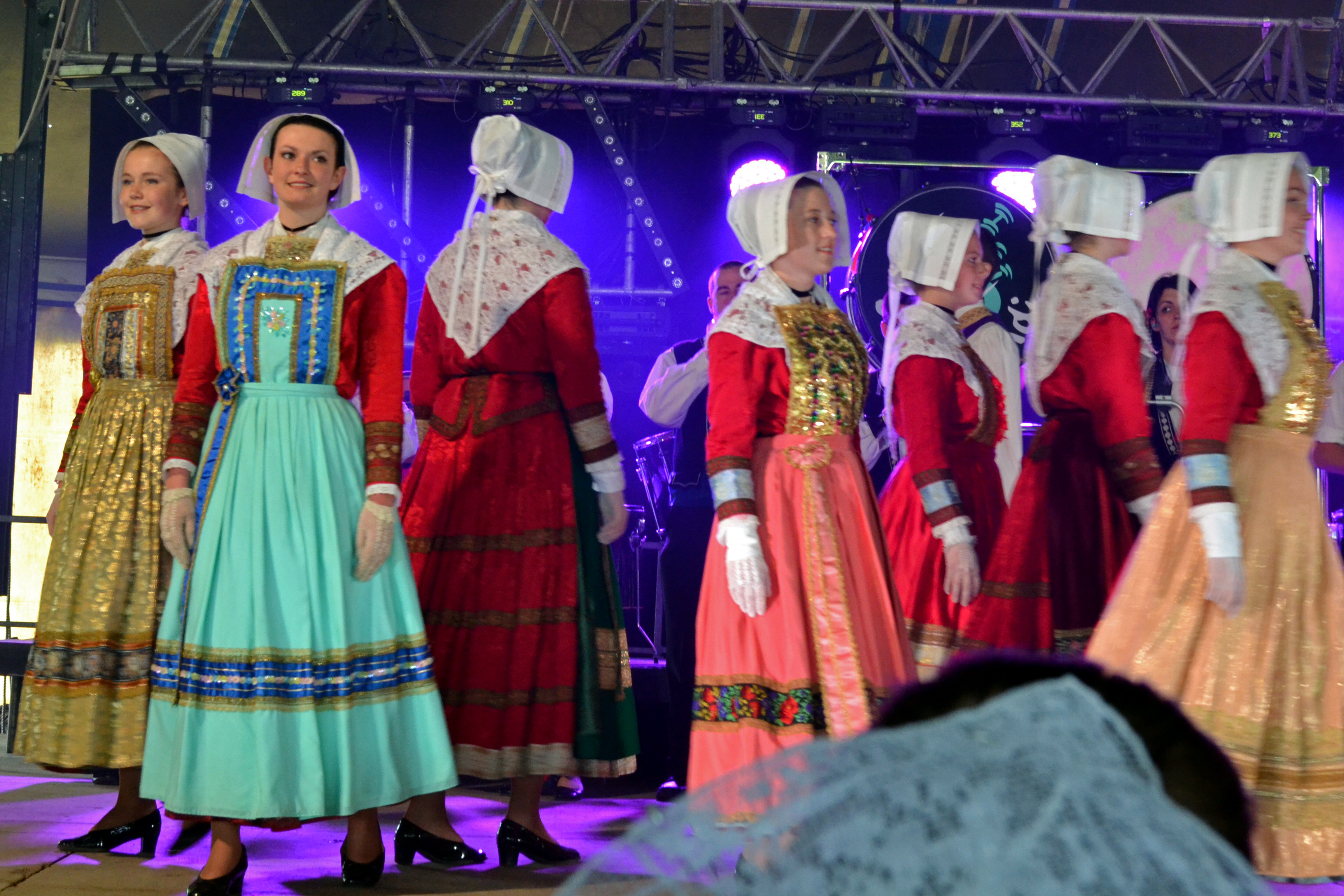
Участники ансамбля народной музыки «Bleuniadur» (Сен-Поль-де-Леон, департамент Финистер) в народных костюмах
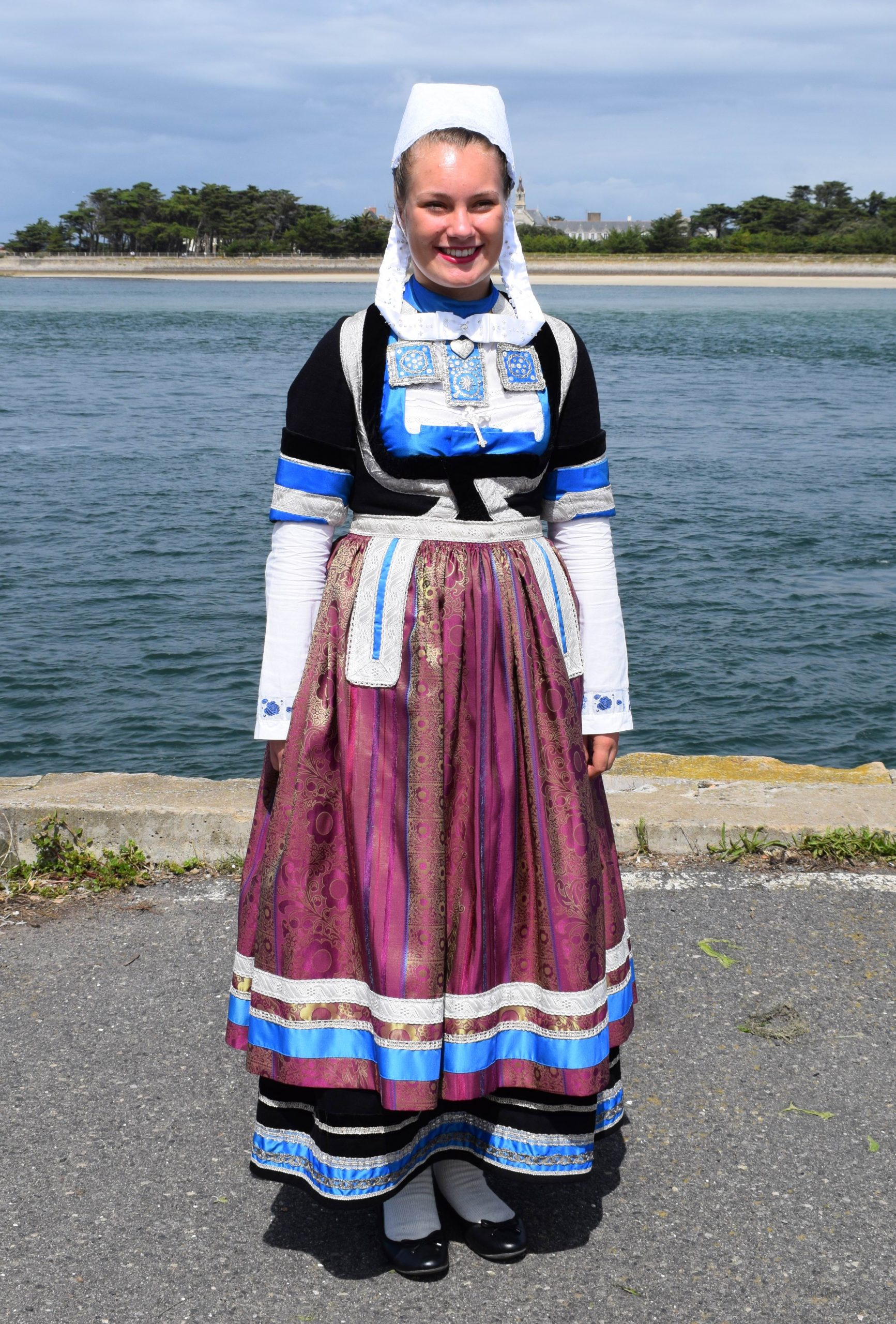
Женский костюм из окрестностей Кемпера (Pays Glazik, департамент Финистер), XIX век
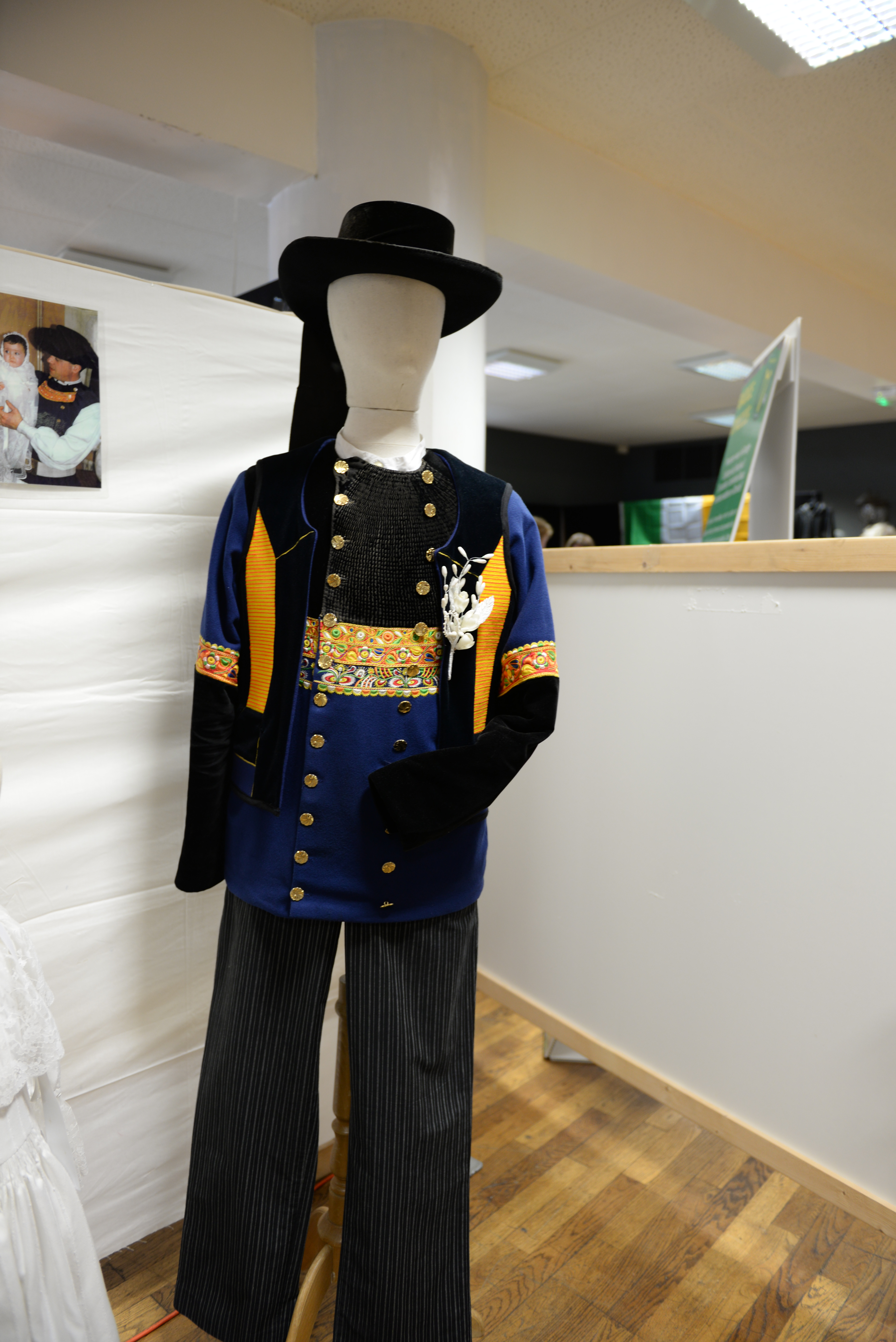
Мужской костюм Pays Glazik
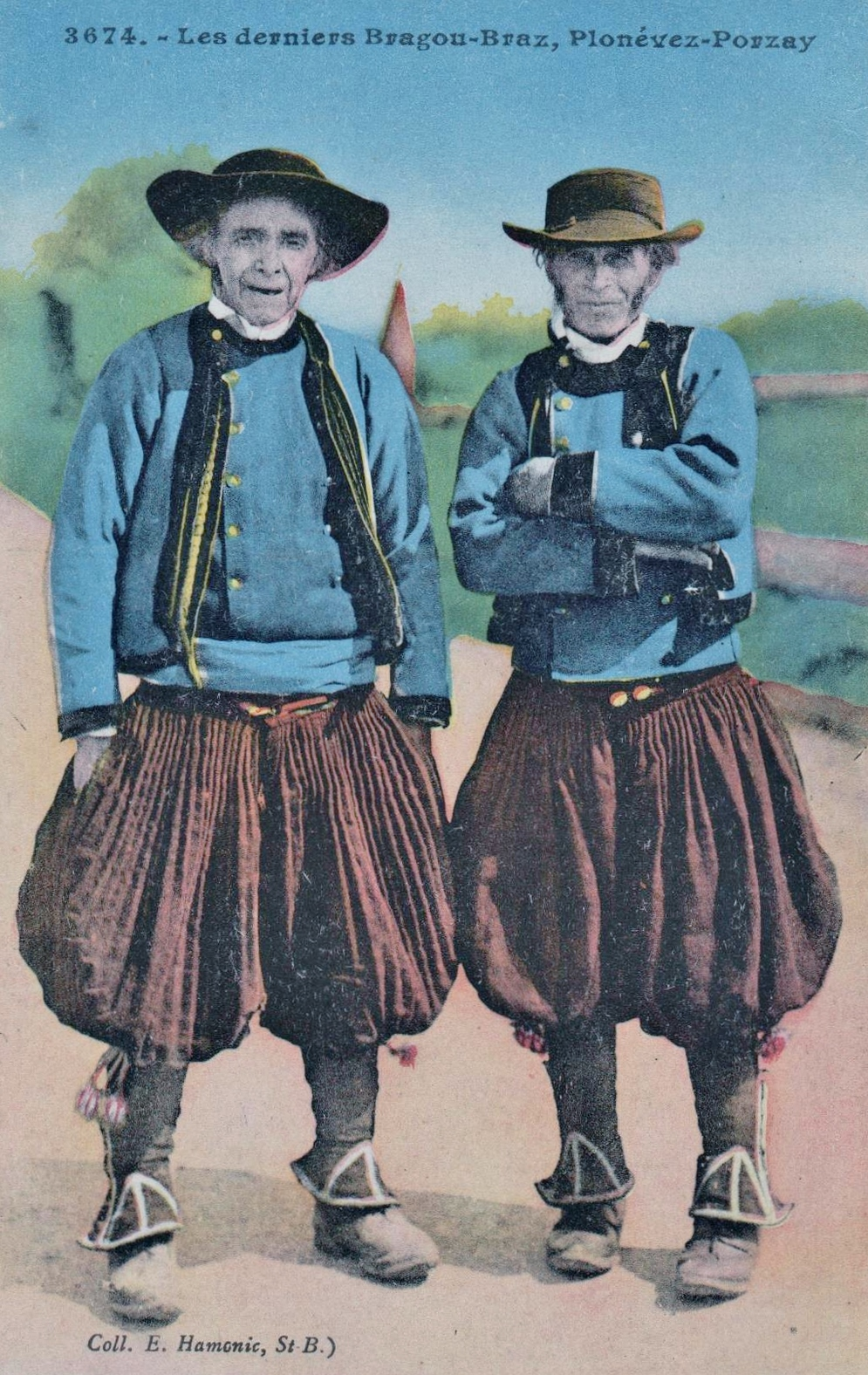
Жители Плоневе-Борзе (департамент Финистер) в народных костюмах, открытка ок. 1930 г.; обратите внимание на брагу-бра
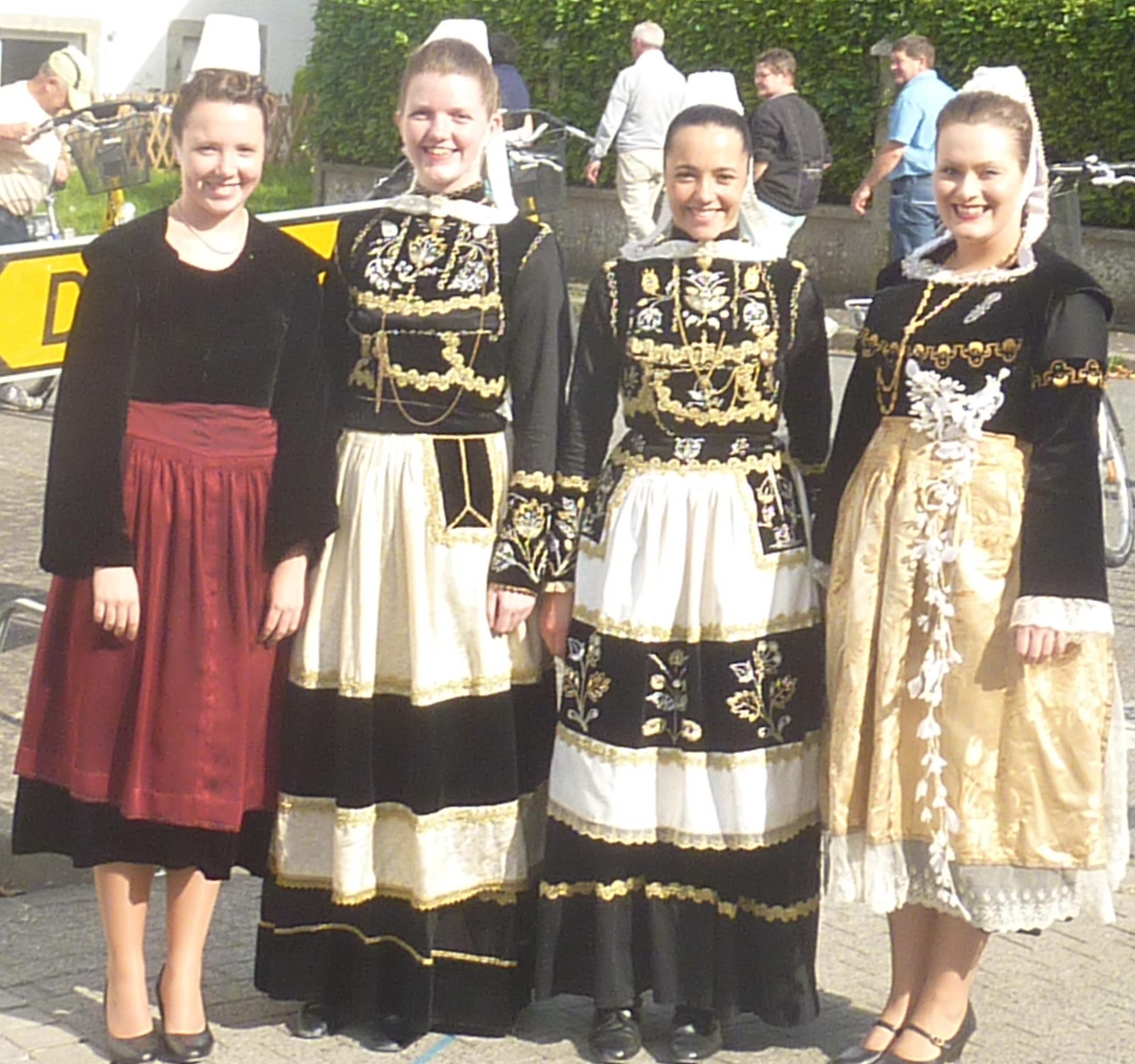
Костюм коммуны Ландюдаль (департамент Финистер)
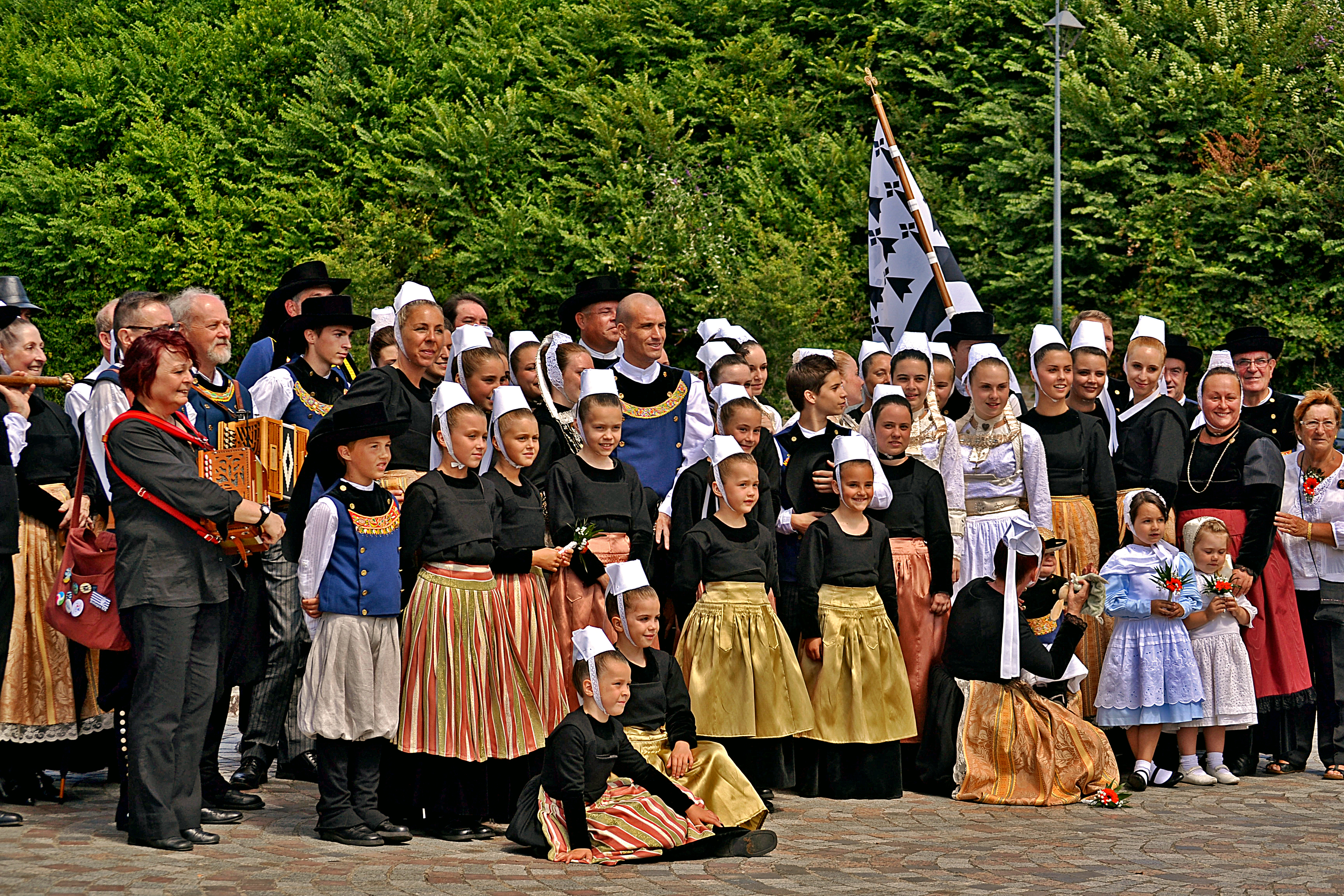
Участники народного ансамбля из Кемпера в народных костюмах
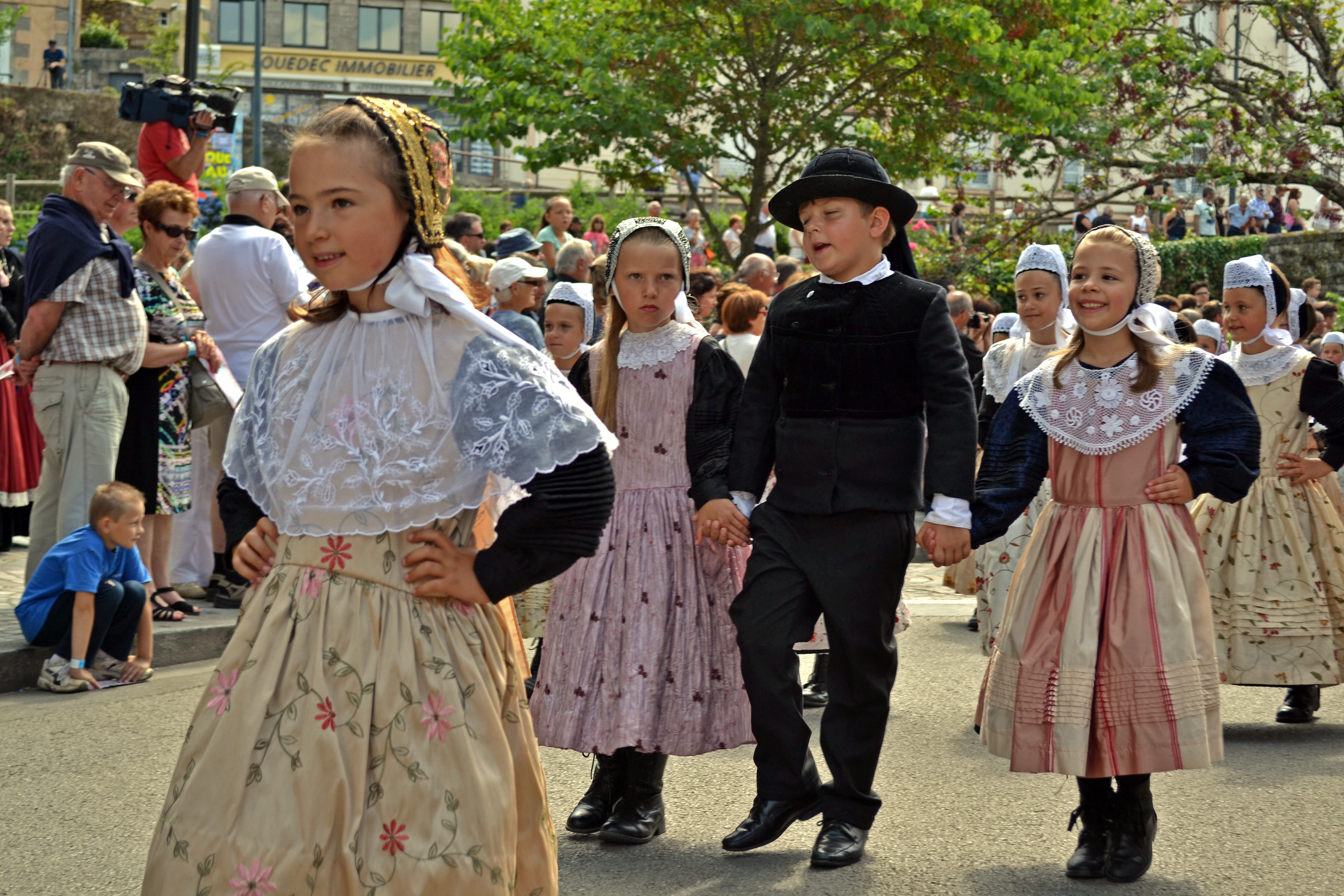
Дети в народных костюмах Лорьяна, департамет Морбиан
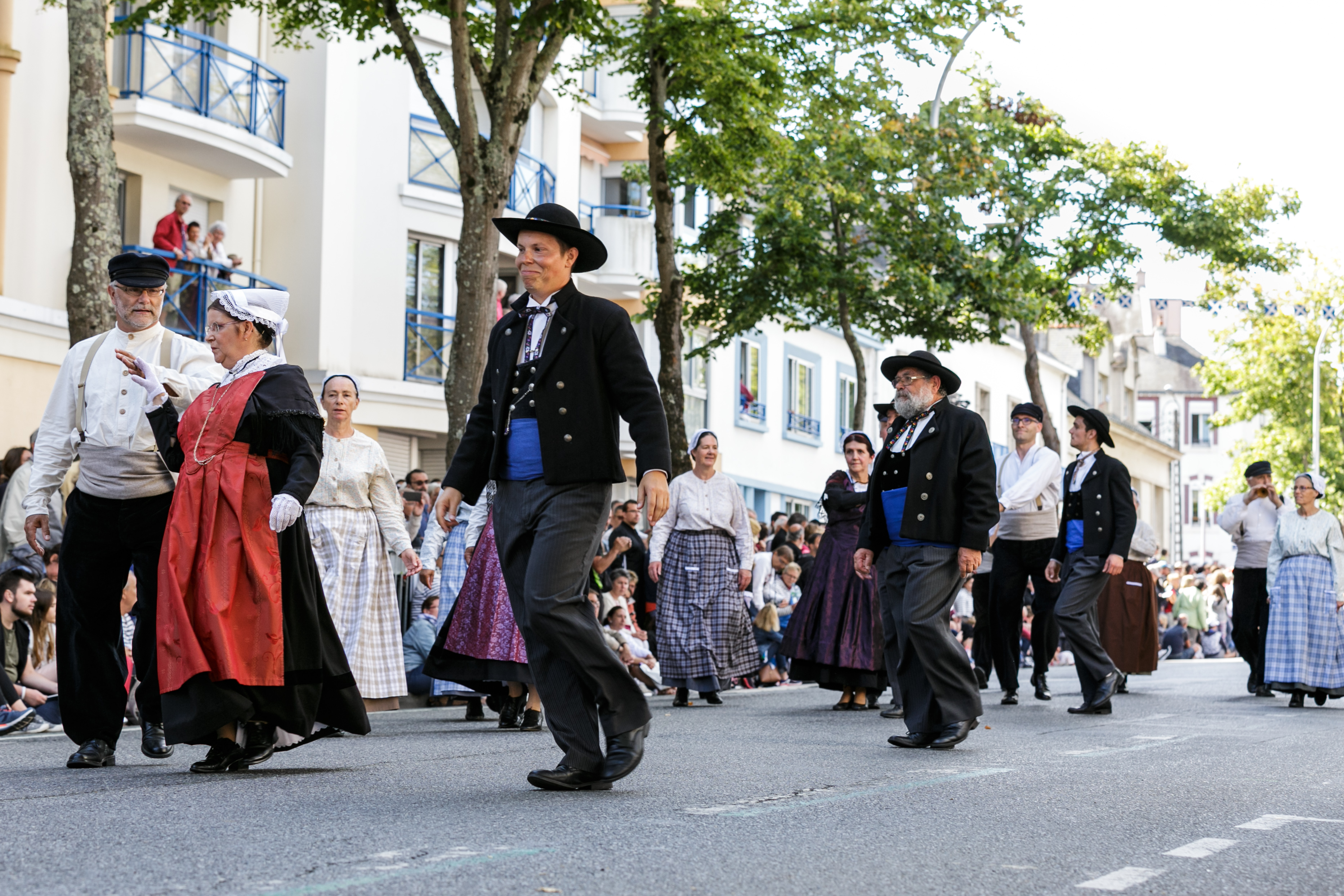
Народный костюм Нанта
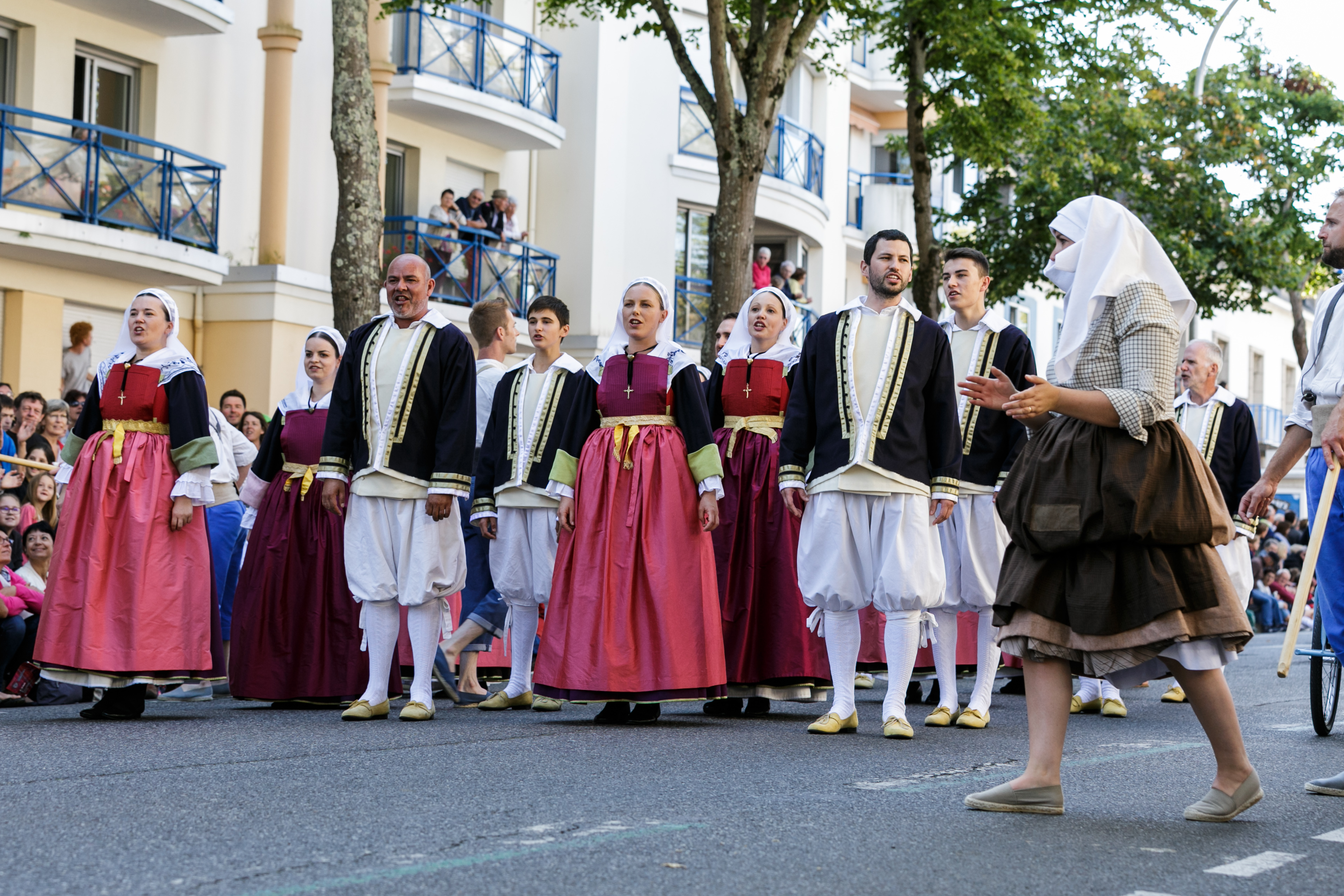
Ансамбль из Ла-Тюрбаль в народных костюмах
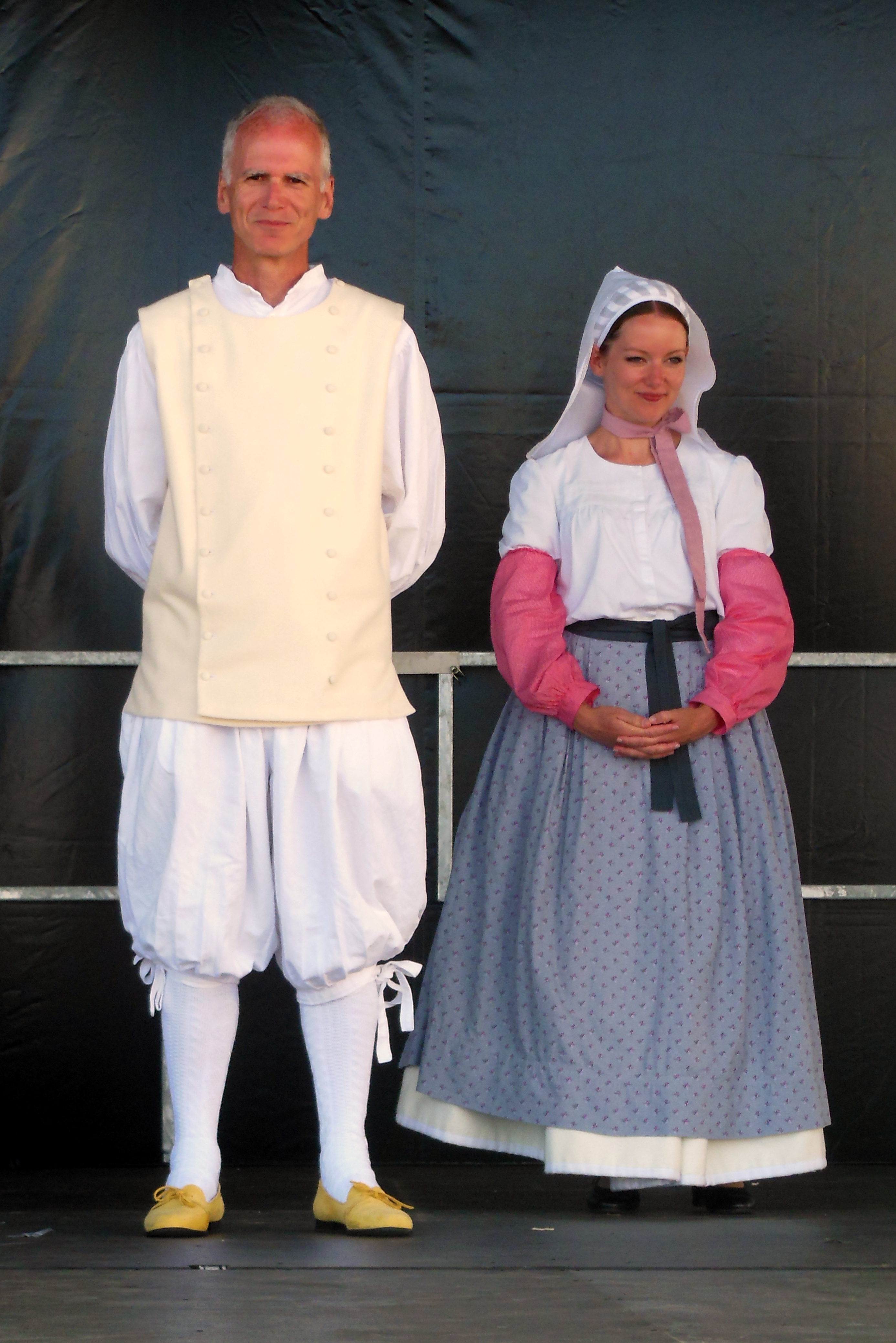
Костюм деревни Трескалан (фр. Trescalan), коммуна Ла-Тюрбаль
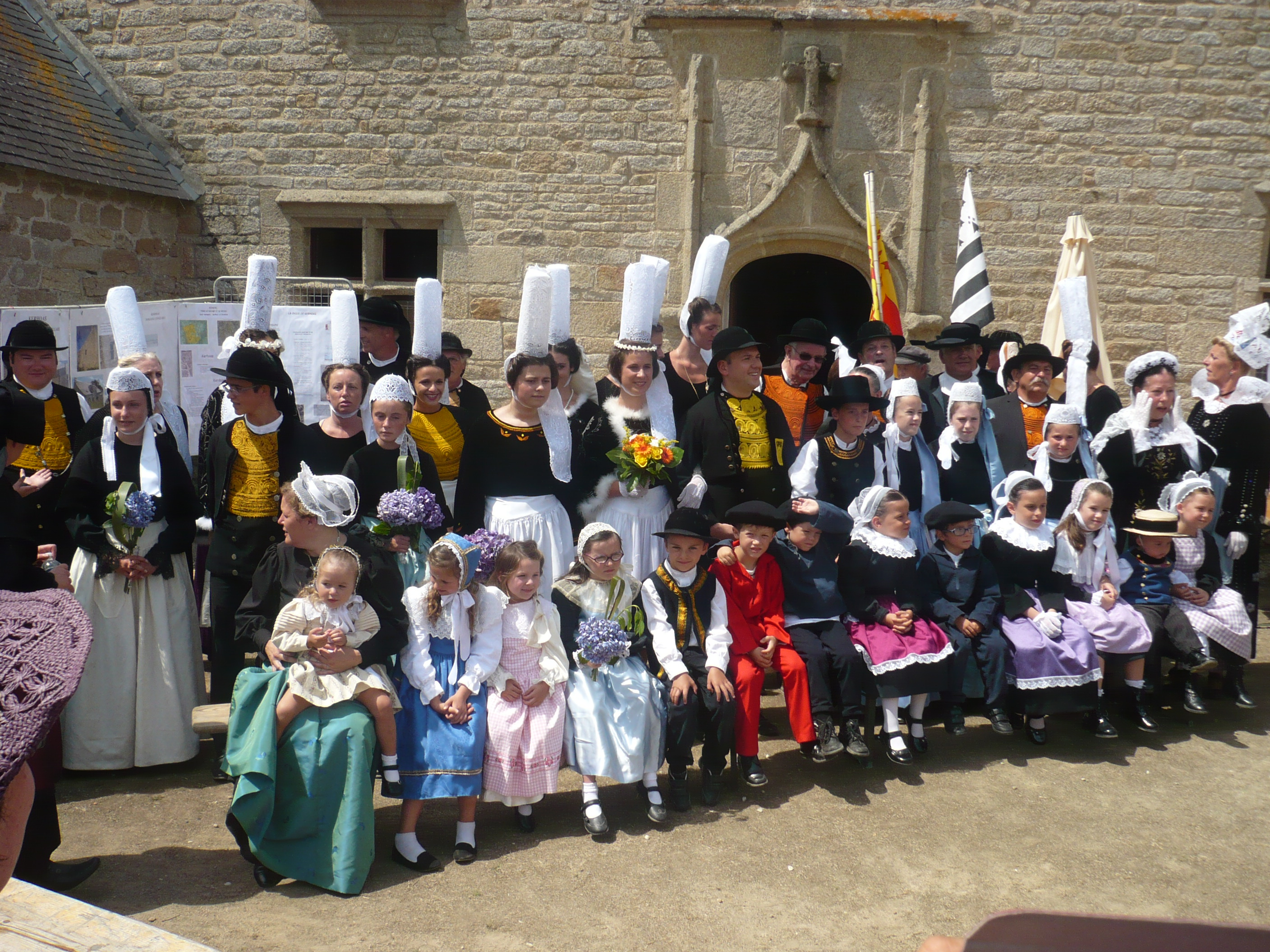
Народный костюм области Бигуден, обратите внимание на характерные женские головные уборы
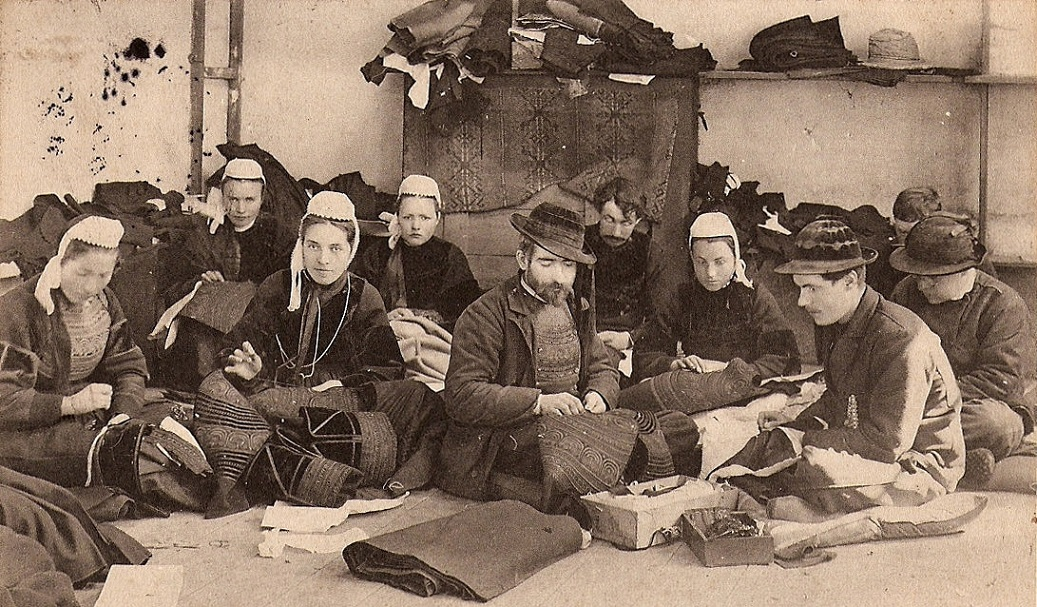
Вышивальщики и вышивальщицы из Пон-л’Аббе (Бигуден) в народных костюмах, открытка 1909 г.
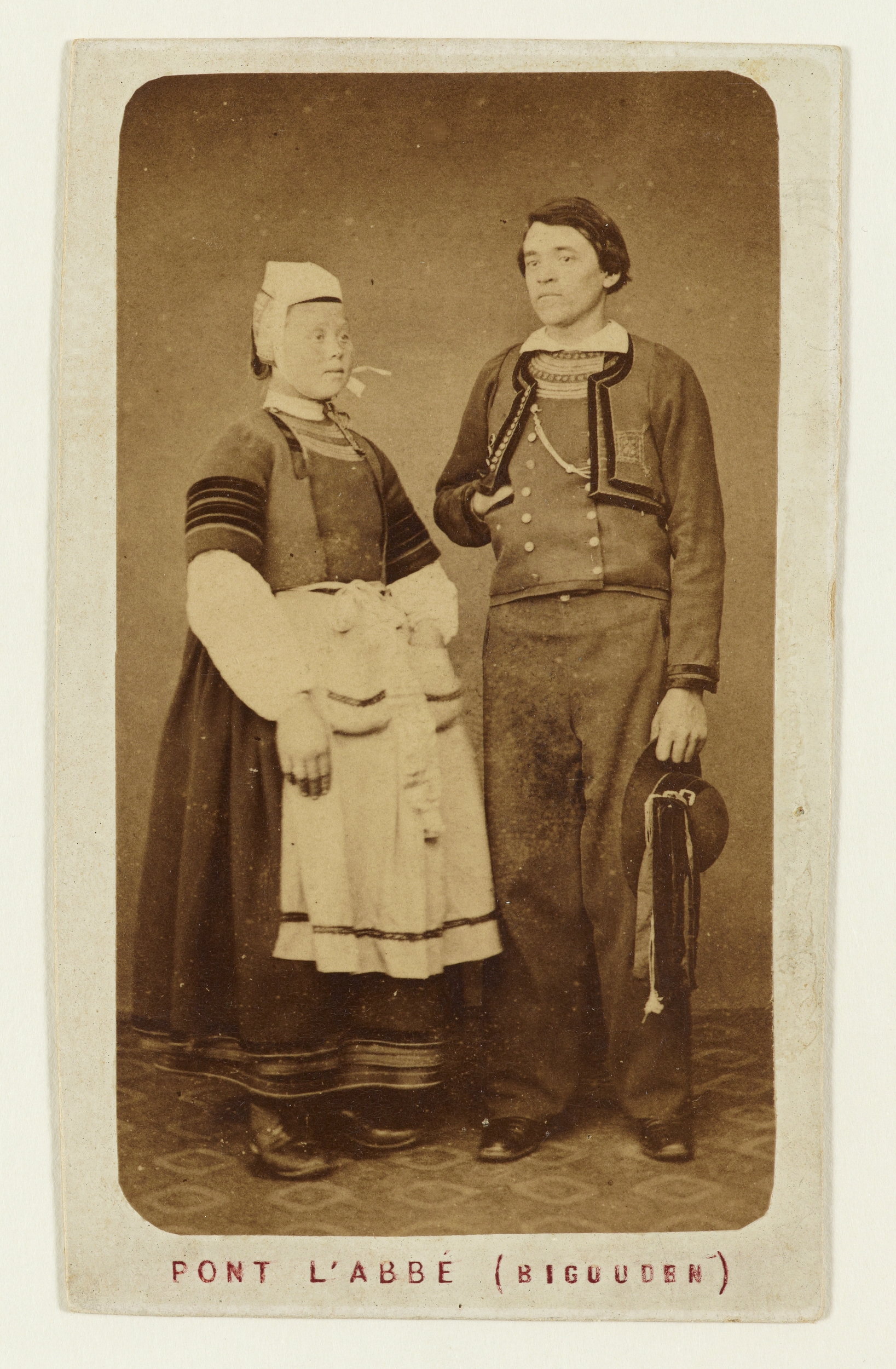
Пара из Пон-л’Аббе, ок. 1870 г.

### Кухня

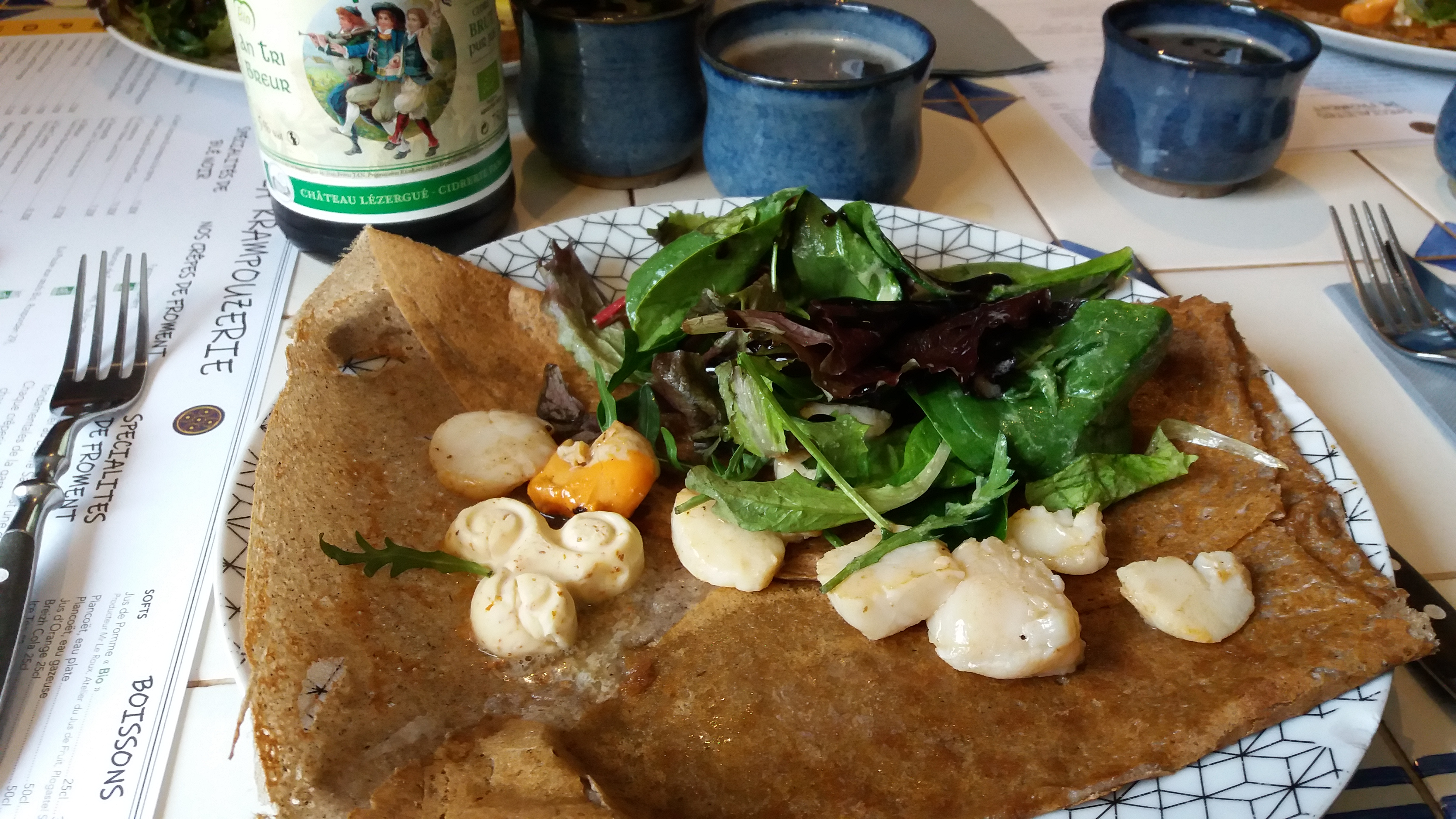
Крепы с морепродуктами и салатом

Бретань знаменита как родина крепов — сладких или солёных блинов из гречки. Они появились в XIII веке, так как гречиха, привезенная из Азии после крестовых походов, хорошо прижилась в климате Бретани. По легенде, разведению гречки в Бретани способствовала герцогиня Анна Бретонская, жившая позже. Национальной едой бретонцев также являются гречневые галеты.
Из напитков в Бретани распространен сидр.